# L'Enfer vert (film, 1988)
Pour les articles homonymes, voir L'Enfer vert.
Pour plus de détails, voir Fiche technique et Distribution.
L'Enfer vert (Natura contro) est un film italien réalisé par Antonio Climati, écrit par Antonio Climati et Marco Merlo, et sorti  en 1988.

## Synopsis
Trois hommes et une journaliste, partent à la recherche d'un professeur, porté disparu en Amazonie. Ils vont découvrir que ce dernier cherche à recréer un peuple primitif d'indigènes cannibales.

## Fiche technique
- Titre français : L'Enfert vert[1]
- Titre Original : Natura contro
- Réalisation : Antonio Climati
- Scénario : Lorenzo Castellano, Antonio Climati, Marco Merlo, Francesco Prosperi
- Musique : Maurizio Dami
- Genre : Aventure et horreur
- Pays :  Italie
- Langue : italien
- Durée : 85 minutes
- Dates de sortie :
  - France : 18 mai 1988
  - Italie : 19 août 1988
- Classification :
  - France : interdit aux moins de 16 ans

## Distribution
- Marco Merlo : Fred
- Fabrizio Merlo : Mark
- May Deseligny : Gemma
- Pio Maria Federici : Pio
- Bruno Corazzari : la trafiquant d'enfants
- Roberto Ricci : Professeur Korenz
- Jessica Quintero : Kuwala
- David Maunsell : le pêcheur au bord de la rivière
- Sasha D'Arc : la sœur de Kuwala
- Roberto Alessandri : le chasseur de têtes
- Salvatore Borgese : Juan Garcia

## Exploitation
Le scénario du film ne contient aucune référence directe à Cannibal Holocaust. Le titre utilisé en Angleterre Cannibal Holocaust 2 communément utilisé pour ce film n'a été choisi par les distributeurs que pour bénéficier du succès du premier, sorti en 1980, sans qu'apparemment les producteurs de celui-ci y trouvent à redire.